# أكاديمية الفنون التقليدية
أكاديمية الفنون التقليدية (بالإنجليزية:Academy of Traditional Arts) وهي عبارة عن مدرسة للفنون في الدار البيضاء ، المغرب . هدفها التركيز على الحفاظ على الفنون والحرف التقليدية في المغرب. تأسست هذه الأكاديمية سنة 2012م وتقع في مجمع مسجد الحسن الثاني .

## تاريخ
تأسست أكاديمية الفنون التقليدية بالمغرب سنة 2012م، وذلك كتوسعة لمجمع مسجد الحسن الثاني، الذي كان يضم بالفعل مسجدًا ومدرسة قرآنية ومكتبة ومتحفًا. وكان إنشاء الأكاديمية أحد الإجراءات الكبرى التي اتخذها الملك محمد السادس لإظهار مدى اهتمامه بالتراث والفنون التقليدية المغربية.
تخرجت أول دفعة في الأكاديمية في عام 2015م، وكان عدد الطلاب وقتها99 طالبًا (28 منهم إناث والبقية ذكور). وقد حصل الخريجون الجدد على فرصة التقدم لوظائف حكومية وكذلك بدء مشاريعهم الخاصة بمساعدة قروض خاصة.

## منهاج الأكاديمية
يتكون أعضاء هيئة التدريس بالأكاديمية من مجموعة من الحرفيين الماهرين وأساتذة مؤهلين تأهيلًا عاليًا، يأتون إلى الأكاديمية من جميع أنحاء المغرب والعالم. ويقدمون للطلاب فرصة التعلم الأفضل من خلال النظرية والممارسة. وبعد الانتهاء من متطلبات الدورة التعليمية بالأكاديمية، تتم دعوة الطلاب لتقديم الأبحاث والأعمال الفنية في مجالاتهم المعنية.
أما عن طبيعة الدراسة في الأكاديمية فهي تمتد لمدة ثلاث سنوات (باستثناء الخط (سنتين))، كما يود بالأكاديمية خمسة أقسام رئيسة تقدم 10 حرف مختلفة متمثلة في: الخشب المنحوت، والأعمال الحديدية، والمجوهرات، والخشب المطلي، والجص المنحوت، والأعمال الجلدية، والبناء الحجري، والزليج ، والنسيج التقليدي، والخط العربي.
وللتقديم في الأكاديمية، يُدعى الطلاب إلى إرسال ملف يتضمن أعمالهم الفنية. يتم الاختيار الأول بناءً على الأعمال الفنية للطلاب ومدى اهتمامهم بالمجال. ثم تتم دعوة الطلاب المختارين لإجراء امتحان القبول والمقابلة. ويمكنهم بعد ذلك اختيار التخصص في إحدى الحرف بناءً على درجات الامتحان.

## الأحداث والمنشورات
تستضيف الأكاديمية سنويًا مؤتمرًا علميًا حول حرفة معينة مثل النجارة، أو ترميم المباني، أو الهندسة الإسلامية . ويحضر هذه المؤتمرات متخصصون وباحثون وعلماء بارزون، وغالبًا ما تسفر هذه المئتمرات عن أبحاث وأورق علمية. حتى الآن تم نشر خمسة كتب يمكن الاطلاع عليها بسهولة، وذلك من خلال مكتبة المدرسة : من بين الكتب التي تم نشرها حتى الآن كتاب "استعادة زخارف البناء التقليدي"، و"البساط التقليدي: القيم، والتاريخ، والهندسة الإسلامية"
وفي عام 2019م، أقامت الأكاديمية شراكة مع مؤسسة فريد بلكاهيةFarid Belkahia لتنظيم أول جائزة للفنون التقليدية،  وذلك لتشجيع المواهب من الشباب التي أظهرت الابتكار في أعمالها، أو أضافت لمسة من الحداثة، أو بذلت جهدًا للحفاظ على الحرف التقليدية.

## متحف الفنون التقليدية
كما يوجد بأكاديمية الفنون التقليدية بالمغرب متحفًا في الطابق السفلي. هذا بالإضافة إلى الطابقين اللذين يحتويان على قاعات دراسية وورش عمل للحرف التقليدية، ويقوم المتحف بعرض أعمالًا لفنانين كبار من جميع أنحاء المغرب. وقد كانت هذه الأعمال المصنوعة من الخشب والزليج والجص، والتي كانت مخصصة في الأصل لمسجد الحسن الثاني، معروضة الآن مع عدد من الأعمال الفنية الأخرى المخطوطة والبرونزية والخشبية في سينوغرافيا فريدة من نوعها. كما يقوم المتحف أيضًا بتقديم أمثلة ومقاطع فيديو خطوة بخطوة يشرح من خلالها عملية إنشاء القطع الفنية. هذا بالإضافة إلى أن ثمة كتاب يعرض كل هذه الأشياء في غلاف جميل.